# Кобець Олександр Юрійович
Олександр Юрійович Кобець (нар. 27 вересня 1959, Херсон)  — проросійський політик, бізнесмен, колишній агент КДБ і СБУ, колаборант під час російського збройного вторгнення 2022 року. 26 квітня 2022 року російські окупанти призначили Кобця головою Херсонської окупаційної адміністрації.

## Біографія
Олександр Кобець народився 27 вересня 1959 року в місті Херсон, Українська РСР, СРСР. 

### Робота у спецслужбах
З 1985 по 1991 рік служив у Комітеті державної безпеки СРСР. З 1991 по вересень 2006 року служив на посадах офіцерського оперативного керівного складу Служби безпеки України, пенсіонер за вислугою років. 
У своєму резюме, що було складено у вересні 2020 року, пише, що «за час роботи у спецслужбах співпрацював зі структурними підрозділами Кабінету Міністрів, Міністерства фінансів, Міністерства економіки, Національного банку, Фонду державного майна, Антимонопольного комітету, Міністерства енергетики та вугільної промисловості, Нафтогазу, Міністерства промислової політики, Міністерства аграрної політики та продовольства, Міністерства охорони здоров'я. Здійснював заходи з фінансової, енергетичної, продовольчої, екологічної безпеки держави». Олександр Кобець хотів отримати посаду в одній з компаній у Києві, але не був прийнятий на роботу.

### Діяльність на пенсії
Улітку 2006 року Олександр Кобець оформився у фірму ВАТ «Украгрохімпромхолдинг», що торгувала аміаком і що була заснована колишнім агентом КДБ, громадянином РФ за паспортом, Олександром Бессоновим.
У 2007 році влаштувався в компанію «Українська колекторська агенція», займався кадровими питаннями та службовими розслідуваннями.
Працював у компанії RSB Petroleum FZC в Об'єднаних Арабських Еміратах з 2008 по 2011 рік. Ця фірма займалася торгуванням нафтопродуктами й нафтою.
У 2012 році був директором компанії ТОВ «Трансоушен Україна Експорт», яка торгувала машинами та обладнанням.
У тому ж році Олександр Кобець улаштувався радником голови Шевченківської районної адміністрації Києва.
З 2015 по 2018 рік працював в «Альфа-Банку», де керував внутрішньою безпекою.
У 2018 по 2020 рік обіймав посаду керівника внутрішньої безпеки в компаніях VK Tobacco і банку «Січ».

### Колабораціонізм під час російського вторгнення (2022)
Олександр Кобець виїхав з Києва 7 березня на автомобілі марки Mercedes-Benz, що зареєстрований на його дружину Ганну Кобець. 15 березня виїхав з України через місто Ужгород.
26 квітня був призначений російськими військовими на посаду мера Херсона.

## Сім'я
Олександр Кобець має дружину Ганну та доньку Мар"яну.